# Alfred Maack
Alfred Maack (5 de abril de 1882 – 14 de febrero de 1961) fue un actor teatral y cinematográfico de nacionalidad alemana.

## Biografía
Nacido en Hamburgo, Alemania, en sus inicios Alfred Maack cursó estudios comerciales, pero después se formó en el Deutsches Schauspielhaus de su ciudad natal. El 15 de octubre de 1902 empezó su carrera de actor en el Tivoli-Theater, trabajando antes de la Primera Guerra Mundial también como director en el Schillertheater. Tras la guerra formó parte del Volksoper de Hamburgo, siendo después director en el Theater des Westens.
Ya en la época Nazi, en 1934 Maack pasó al berlinés Theater am Nollendorfplatz. Más adelante colaboró con el Teatro Lessing de Berlín, y en enero de 1937 actuó en la adaptación al cine de la pieza de Karl Bunje Der Etappenhase. La mayor parte de sus papeles para el cine fueron menores y de reparto. Hacia el final de la Segunda Guerra Mundial Maack fue incluido en la Gottbegnadeten-Liste.
Finalizada la guerra, Maack encontró trabajo en la Deutsche Film AG, en la República Democrática Alemana. Pocos años antes de su muerte obtuvo un papel protagonista, el de viejo barquero en la cinta producida por Deutsche Film AG Alter Kahn und junge Liebe.
Alfred Maack falleció en Berlín en el año 1961.

## Filmografía (selección)
- 1937 : Der Etappenhase
- 1937 : Mit versiegelter Order
- 1937 : Schüsse in Kabine 7
- 1938 : Heiratsschwindler
- 1938 : Musketier Meier III
- 1938 : Schatten über St. Pauli
- 1938 : Ein Mädchen geht an Land
- 1938 : Fracht von Baltimore
- 1939 : Robert und Bertram
- 1939 : Befreite Hände
- 1939 : Stern von Rio
- 1939 : Fahrt ins Leben
- 1940 : Für die Katz
- 1940 : Die unvollkommene Liebe
- 1941 : Alarm
- 1942 : Weiße Wäsche
- 1943 : Große Freiheit Nr. 7
- 1943/1944 : Junge Adler
- 1944 : Die Degenhardts
- 1944 : Am Abend nach der Oper
- 1944 : Das kleine Hofkonzert
- 1944/1945 : Das Mädchen Juanita
- 1944/1945 : Kamerad Hedwig (inacabada)
- 1944/1945 : Die Schenke zur ewigen Liebe (inacabada)
- 1945 : Der Mann im Sattel
- 1947 : Ehe im Schatten
- 1947 : … und über uns der Himmel
- 1948 : Vor uns liegt das Leben
- 1948 : Berliner Ballade
- 1948 : Rotation
- 1949 : Die blauen Schwerter
- 1949 : Quartett zu fünft
- 1950 : Der Kahn der fröhlichen Leute
- 1951 : Die Meere rufen
- 1953 : Anna Susanna
- 1953 : Gefährliche Fracht
- 1953 : Das geheimnisvolle Wrack
- 1954 : Leuchtfeuer
- 1954 : Hexen
- 1954 : Der Teufel vom Mühlenberg
- 1955 : Alibi
- 1956 : Alter Kahn und junge Liebe
- 1958 : Meine Frau macht Musik

## Teatro
- 1947 : Boris Andrejewitsch Lawrenjow: Die Bresche, dirección de Heinz Wolfgang Litten (Palais am Festungsgraben)
- 1948 : Herrmann Mostar: Der Zimmerherr, dirección de Wolfgang Böttcher (Volksbühne)
- 1955 : Johann Wolfgang von Goethe: Götz von Berlichingen, dirección de Fritz Wisten (Volksbühne)
- 1956 : William Shakespeare: El sueño de una noche de verano, dirección de Fritz Wisten (Volksbühne)

## Radio
- 1951 : Maximilian Scheer: Der Hexenmeister, dirección de Werner Stewe (Berliner Rundfunk)